# Дарка
Дарка је женско име које се појављује у Украјини и Чешкој, а потиче из персијског језика. Ово име може бити изведеница од имена Дарија које се користи у Енглеској, Русији и другим земљама, од мушког имена Дарко које се користи у Србији или од имена Даринка, као што је то случај у Словенији.

## Популарност
Ово име је 2007. било на 394. месту по популарности у Словенији.